# Jos Stelling
Jos Stelling (Utrecht, 16 juli 1945) is een Nederlands filmregisseur, scenarist en producer.

## Biografie
Stelling is een autodidact die veel indruk maakte met zijn eerste film: Mariken van Nieumeghen. De film was buitengewoon succesvol, zowel in Nederland als daarbuiten. De film werd in mei 1975 geselecteerd voor het prestigieuze competitieprogramma van het Filmfestival van Cannes. In één klap was de naam van Stelling gevestigd. Ook zijn tweede film, Elckerlyc, speelde zich af in de middeleeuwen. Na zijn debuut maakte hij nog tien speelfilms, tot het verschijnen in 2023 van zijn afscheidsfilm De dans van Natasja.
Jos Stelling nam in 1981 het initiatief voor de Nederlandse Filmdagen (nu bekend als het Nederlands Film Festival). In het begin waren de Filmdagen vooral bedoeld voor filmmakers die elkaars werk bekeken, maar al snel werden de Filmdagen ook heel populair bij het grote publiek. Stelling bleef tot 1991 nauw betrokken bij de organisatie van het filmfestival.
Stelling is eigenaar van drie filmhuizen in Utrecht: Springhaver (sinds 1978), het Louis Hartlooper Complex (sinds 2004) en Filmtheater Slachtstraat (sinds 2022) ).

## Filmografie
- 1974 - Mariken van Nieumeghen
- 1975 - Elckerlyc
- 1977 - Rembrandt fecit 1669
- 1981 - De Pretenders
- 1983 - De illusionist
- 1986 - De wisselwachter
- 1995 - De Vliegende Hollander
- 1996 - De wachtkamer
- 1999 - No Trains No Planes
- 2000 - The Gas Station
- 2003 - The Gallery
- 2007 - Duska
- 2010 - Het bezoek - filmweekgeschenk gebaseerd op een verhaal van Remco Campert
- 2012 - Het meisje en de dood
- 2023 - De dans van Natasja

## Nominaties en prijzen
- 1975 - Nominatie Gouden Palm, Filmfestival van Cannes, voor Mariken van Nieumeghen
- 1978 - Beste Speelfilm, Festival Asolo, voor Rembrandt fecit 1669
- 1981 - Beste Speelfilm, Film Festival Orléans (Frankrijk), voor Rembrandt fecit 1669
- 1981 - Nominatie Gouden Prijs, Moskou International Film Festival, voor De Pretenders
- 1984 - Gouden Kalf Beste Lange Speelfilm, Nederlands Film Festival,  voor De illusionist
- 1984 - Prijs van de Nederlandse Filmkritiek, Nederlands Film Festival, voor De illusionist
- 1984 - Gouden Kalf Beste Acteur, Gerard Thoolen, Nederlands Film Festival, in De illusionist
- 1985 - Publieksprijs, São Paulo International Film Festival, voor De illusionist
- 1986 - Speciale Juryprijs, Nederlands Film Festival, voor De wisselwachter
- 1986 - Gouden Kalf Beste Acteur, John Kraaijkamp sr., Nederlands Film Festival, in De wisselwachter
- 1986 - Publieksprijs, São Paulo International Film Festival (Brazilië), voor De wisselwachter
- 1986 - Mention of Honour, International Film Festival Venice, voor De wisselwachter
- 1987 - Zilveren Raaf, Brussels International Festival of Fantasy Film, voor De wisselwachter
- 1987 - Silver Desk Best Music Score, Michel Mulder, in De wisselwachter
- 1987 - Speciale Juryprijs, VIII Festival Madrid, voor De wisselwachter
- 1988 - Publieks Juryprijs, Fantasporto Film Festival, voor De wisselwachter
- 1988 - Nominatie Juryprijs, International Fantasy Film Award Fantasporto, voor De wisselwachter
- 1988 - Beste Acteur, Jim van der Woude, Film Festival Fantasporto, in De wisselwachter
- 1995 - Nominatie Juryprijs, International Fantasy Film Award Fantasporto, voor De Vliegende Hollander
- 1995 - Nominatie Gouden Leeuw, Venetië Film Festival, voor De Vliegende Hollander
- 1996 - Silver Frog, Camerimage (Polen), voor De Vliegende Hollander
- 1996 - Gouden Kalf Beste Korte Film, Nederlands Film Festival, voor De wachtkamer
- 1996 - Cineco Prijs Beste Korte Film, voor De wachtkamer
- 1997 - Persprijs, Rose d'Or Light Entertainment Festival (Montreux), voor De wachtkamer
- 1997 - Gouden Gryphon, International Film Festival St. Petersburg, voor De wachtkamer
- 1998 - Juryprijs, Mediawave (Hongarije), voor De wachtkamer
- 1999 - Nominatie Beste Scenario & Beste Acteur, Nederlands Film Festival, voor No Trains No Planes
- 1999 - Silver Cup, Dutch Film Festival (Japan), voor No Trains No Planes
- 1999 - Grand Prix in de Officiële Competitie, International Film Festival St. Petersburg, voor De wachtkamer
- 1999 - Gouden Gryphon, International Film Festival St. Petersburg, voor No Trains No Planes
- 1999 - Nominatie Kieslowski Award, Denver International Film Festival, voor No Trains No Planes
- 1999 - Speciale Prijs, International Film Festival (Moskou), voor De illusionist
- 2001 - Grand Prix, Mediawave Film Festival Gyor (Hongarije), voor The Gas Station
- 2001 - Nominatie Beste Korte Film, Film & Television Festival Banff (Canada), voor The Gas Station
- 2003 - Nominatie Gouden Kalf Beste Korte Film, Nederlands Film Festival, voor The Gallery
- 2003 - Grand Prix, Tirana Film Festival (Albanië), voor The Gallery
- 2003 - Beste Film, Filmfestival Antwerpen, voor 3 Erotic Tales
- 2004 - Derde prijs, New York Film Festival, voor The Gallery
- 2007 - Gouden Kalf Beste Vrouwelijke Bijrol, Sylvia Hoeks, Nederlands Film Festival, in Duska
- 2008 - Duska is Nederlandse inzending voor de Oscar voor beste niet-Engelstalige film
- 2008 - Duska is Nederlandse inzending voor de European Film Awards
- 2012 - Gouden Kalf Beste Lange Speelfilm, Beste Camera & Beste Geluid, Nederlands Film Festival, voor Het meisje en de dood
- 2013 - Leonardo’s Horse Award ‘Best Production Design’ (Gert Brinkers) & ‘Best Cinematography’ (Goert Giltay), Milan International Film Festival, MIFF Awards (Italië 2013), voor Het meisje en de dood
- 2015 - Shortcutz Amsterdam Career Award[3]

## Erkenning
- 1986 - Filmprijs van de stad Utrecht
- 1990 - Cultuurprijs op het Nederlands Film Festival
- 1996 - Benoemd tot Ridder in de Orde van de Nederlandse Leeuw voor zijn verdiensten op cultureel gebied
- 1999 - Lifetime Achievement Award in Waterville, Maine (USA)
- 2001 - Major Achievement in World Cinema van de Associatie van Tsjechische Filmclubs
- 2003 - De Vliegende Hollander wordt genoemd als een van de beste 100 films van de 20ste eeuw in het gerenommeerde boek Making Pictures: A Century of European Cinematography, samengesteld door IMAGO, de Federatie van Europese Filmmakers.
- 2009 - Life Time Achievement Award to World Cinema op het Batoemi International Art-house Film Festival (Georgië)
- 2009 - Oeuvreprijs Dutch Golden Stone SCENECS Film Festival
- 2010 - Benoemd tot Honourable Professor van Armeense Universiteit
- 2010 - Zilveren Stadsmedaille van de stad Utrecht
- 2011 - Career Dolphin - Lifetime Achievement Award at Festroia - International Film Festival of Setúbal
- 2013 - Sofia Oeuvre Award voor zijn eminente bijdrage aan de cinema op het Sofia International Film Festival (Bulgarije)
- 2013 - Parajanov’s Thaler Lifetime Achievement Award tijdens het Golden Apricot Yerevan International Film Festival (Armenië)
- 2016 - Verkozen tot Leukste Ondernemer van Utrecht